# Вольная борьба на летних Олимпийских играх 1964 — до 63 кг
Соревнования по вольной борьбе в рамках Олимпийских игр 1964 года в полулёгком весе (до 63 килограммов) прошли в Токио с 11 по 14 октября 1964 года в «Komazawa Gymnasium».
Турнир проводился по системе с начислением штрафных баллов. За чистую победу штрафные баллы не начислялись, за победу по очкам борец получал один штрафной балл, за ничью два штрафных балла, за поражение по очкам три штрафных балла, за чистое поражение — четыре штрафных балла. Борец, набравший шесть штрафных баллов, из турнира выбывал. Трое оставшихся борцов выходили в финал, где проводили встречи между собой. Встречи между финалистами, состоявшиеся в предварительных схватках, шли в зачёт. Схватка по регламенту турнира продолжалась 10 минут с перерывом в одну минуту после пяти минут борьбы. Была отменена обязательная борьба в партере; теперь в партер ставили менее активного борца.
В полулёгком весе боролись 21 участник. Самым молодым участником был 21-летний Рейнер Шиллинг, самым возрастным 34-летний Мухаммад Ахтар. Безусловным фаворитом был Осаму Ватанабэ, чемпион мира 1962 и 1963 годов, не проигравший к началу игр ни одной из своих 180 (по другим данным 183) официальных встреч. Осаму Ватанабэ так и ушёл с ковра непобеждённым, оставив борьбу в 24-летнем возрасте. В турнире он победил во всех встречах. Судьба второго места решилась взвешиванием, в котором Станчо Колев оказался немного легче Нодара Хохашвили (они оба проиграли свои финальные встречи японскому борцу), а свою свели вничью. 

## Призовые места
- Осаму Ватанабэ (JPN)
- Станчо Колев (BUL)
- Нодар Хохашвили (URS)

## Первый круг
| Штрафных баллов | Участник 1              | Результат   | Участник 2                | Штрафных баллов |
| --------------- | ----------------------- | ----------- | ------------------------- | --------------- |
| 0               | Осаму Ватанабэ (JPN)    | Туше (1:12) | Балданджиин Санджаа (MGL) | 4               |
| 1               | Рауль Ромеро (ARG)      | По очкам    | Джон Смит (ZAM)           | 3               |
| 1               | Рейнер Шиллинг (EUA)    | По очкам    | Антонио Сеноса (PHI)      | 3               |
| 1               | Юн Дэк (KOR)            | По очкам    | Рэй Браун (AUS)           | 3               |
| 0               | Марио Товар (MEX)       | Туше (6:47) | Рой Михэн (NZL)           | 4               |
| 0               | Матти Ютиля (CAN)       | Туше (3:26) | Ибрагим Сейпфур (IRI)     | 4               |
| 2               | Банду Патиль (IND)      | Ничья       | Тауно Яскари (FIN)        | 2               |
| 1               | Бобби Дуглас (USA)      | По очкам    | Хайрулла Шахинкайя (TUR)  | 3               |
| 1               | Нодар Хохашвили (URS)   | По очкам    | Мухаммад Ахтар (PAK)      | 3               |
| 0               | Станчо Колев (BUL)      | Туше (9:24) | Берт Аспен (GBR)          | 4               |
| 0               | Мохаммад Эбрахими (AFG) | Пропускал   |                           |                 |

## Второй круг
| Штрафных баллов | Участник 1                 | Результат   | Участник 2               | Штрафных баллов |
| --------------- | -------------------------- | ----------- | ------------------------ | --------------- |
| 0               | Мохаммад Эбрахими (AFG)    | Туше (4:43) | Рауль Ромеро (ARG)       | 4               |
| 0               | Осаму Ватанабэ (JPN)       | Туше (1:26) | Джон Смит (ZAM)          | 7               |
| 4               | Балданджиин Санджаа (MGL)¹ | Туше (5:54) | Антонио Сеноса (PHI)     | 7               |
| 2               | Рейнер Шиллинг (EUA)       | По очкам    | Юн Дэк (KOR)             | 4               |
| 1               | Марио Товар (MEX)          | По очкам    | Рэй Браун (AUS)          | 6               |
| 4               | Ибрагим Сейпфур (IRI)      | Туше (3:34) | Рой Михэн (NZL)          | 8               |
| 3               | Тауно Яскари (FIN)         | По очкам    | Матти Ютиля (CAN)        | 3               |
| 1               | Бобби Дуглас (USA)         | Туше (8:07) | Банду Патиль (IND)       | 6               |
| 2               | Нодар Хохашвили (URS)      | По очкам    | Хайрулла Шахинкайя (TUR) | 6               |
| 1               | Станчо Колев (BUL)         | По очкам    | Мухаммад Ахтар (PAK)     | 6               |
| 4               | Берт Аспен (GBR)           | Пропускал   |                          |                 |

¹ Снялся с соревнований

## Третий круг
| Штрафных баллов | Участник 1              | Результат   | Участник 2         | Штрафных баллов |
| --------------- | ----------------------- | ----------- | ------------------ | --------------- |
| 1               | Мохаммад Эбрахими (AFG) | По очкам    | Берт Аспен (GBR)   | 7               |
| 0               | Осаму Ватанабэ (JPN)    | Туше (5:28) | Рауль Ромеро (ARG) | 8               |
| 3               | Рейнер Шиллинг (EUA)    | По очкам    | Марио Товар (MEX)  | 4               |
| 4               | Ибрагим Сейпфур (IRI)   | Туше (4:19) | Юн Дэк (KOR)       | 8               |
| 2               | Бобби Дуглас (USA)      | По очкам    | Матти Ютиля (CAN)  | 6               |
| 3               | Нодар Хохашвили (URS)   | По очкам    | Тауно Яскари (FIN) | 6               |
| 1               | Станчо Колев (BUL)      | Пропускал   |                    |                 |

## Четвёртый круг
| Штрафных баллов | Участник 1            | Результат | Участник 2              | Штрафных баллов |
| --------------- | --------------------- | --------- | ----------------------- | --------------- |
| 2               | Станчо Колев (BUL)    | По очкам  | Мохаммад Эбрахими (AFG) | 4               |
| 1               | Осаму Ватанабэ (JPN)  | По очкам  | Рейнер Шиллинг (EUA)    | 6               |
| 5               | Ибрагим Сейпфур (IRI) | По очкам  | Марио Товар (MEX)       | 7               |
| 4               | Нодар Хохашвили (URS) | По очкам  | Бобби Дуглас (USA)      | 5               |

## Пятый круг
| Штрафных баллов | Участник 1            | Результат | Участник 2              | Штрафных баллов |
| --------------- | --------------------- | --------- | ----------------------- | --------------- |
| 2               | Осаму Ватанабэ (JPN)  | По очкам  | Станчо Колев (BUL)      | 5               |
| 6               | Бобби Дуглас (USA)    | По очкам  | Мохаммад Эбрахими (AFG) | 7               |
| 5               | Нодар Хохашвили (URS) | По очкам  | Ибрагим Сейпфур (IRI)   | 7               |

## Финал

### Встреча 1
| Штрафных баллов | Участник 1            | Результат | Участник 2         | Штрафных баллов |
| --------------- | --------------------- | --------- | ------------------ | --------------- |
|                 | Нодар Хохашвили (URS) | Ничья     | Станчо Колев (BUL) |                 |
|                 | Осаму Ватанабэ (JPN)  | Пропускал |                    |                 |

### Встреча 2
| Штрафных баллов | Участник 1           | Результат | Участник 2            | Штрафных баллов |
| --------------- | -------------------- | --------- | --------------------- | --------------- |
|                 | Осаму Ватанабэ (JPN) | По очкам  | Нодар Хохашвили (URS) |                 |
|                 | Станчо Колев (BUL)   | Пропускал |                       |                 |